# Bässkär (Brändö, Åland)
Bässkär är en ö i Åland (Finland). Den ligger i Skärgårdshavet och i kommunen Brändö i landskapet Åland, i den sydvästra delen av landet. Ön ligger omkring 69 kilometer nordöst om Mariehamn och omkring 220 kilometer väster om Helsingfors.
Öns area är 7,5 hektar och dess största längd är 400 meter i sydöst-nordvästlig riktning.